# Travsport i Tyskland och Österrike
Travsport i Tyskland och Österrike körs på flera olika travbanor, och det tävlas i både sulkylopp och montélopp (något som länge varit vanligt inom fransk travsport).

## Historik

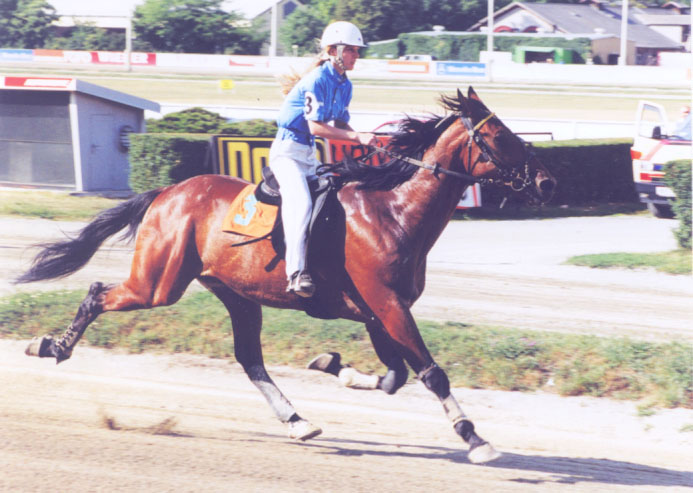
Montélopp som rids på Trabrennbahn Krieau i Wien.

De första travtävlingarna i Österrike kördes redan 1382 i Wien. Sporten utvecklades sedan och mer organiserad travsport har körts i Tyskland och Österrike ända sedan slutet av 1800-talet. Travbanor i Tyskland och Österrike är utformade för lopp över distanserna 1 600 meter, 1 760 meter, 1 900 meter, 2 100 meter och 2 300 meter. Underlaget är oftast sand (ibland med viss plastinblandning) eller gräs.
Den Europeiska travunionen (UET) reglerar alla principer för att tävla inom travsport i hela Europa. Regelboken är skriven på engelska och franska och uppdateras årligen på UET:s generalförsamling.

### Diskvalificering
Hästar som galopperar under loppets gång diskvalificeras, och i Tyskland tillkännages detta för kusken som "röd diskvalificering". Även orent trav (tre ben i luften eller på marken samtidigt) eller passgång bestraffas, och termen "blå diskvalificering" tillkännages. I Österrike använder sig tävlingsdomaren av termerna "dis. galopp" eller "dis. oren gång" ("dis Galopp“ / "dis unreine Gangart“).

### Startmetoder
I Tyskland och Österrike används liksom i Sverige autostart och voltstart, men även linjestart. Linjestart används för att låta hästar av olika prestandaklasser tävla mot varandra. Startfältet är uppdelat i två eller flera fält, som är 25 eller 50 m från varandra beroende på skillnaden i prestanda. Tidigare var starten från en stående start, och fälten separerades med gummiband, varifrån namnet på startmetoden kommer. Idag börjar man från trav eller steg, varigenom fälten från områden bredvid banan förvandlas till den. För att starta loppet släpps gummibandet på ena sidan samtidigt som ett startkommando ges.
Det finns även bandstarter, där ekipagen samlas och förbereder sig utanför banan, för att sedan köra in på banan på kommando av tävlingsledningen. Ekipagen får då anpassa sig sida vid sida med rätt startnummer, och börjar sedan på utropat kommando. Denna startvariant erbjuder hästar med olika prestanda och insprungna pengar lika möjligheter genom att ge mätspecifikationer för hästar som står i främre fältet.

## Tävlingar
Tysklands största lopp för 3-åriga hästar är Grupp 1-loppet Deutsches Traber-Derby, som körs på Trabrennbahn Mariendorf i augusti. Deutsches Traber-Derby är ett insatslopp som hästens ägare betalar in till. Till 2020 är Stig H. Johansson den ende svensken som lyckats segra i loppet (2008 som tränare), medan tyskarna Johannes Frömming och Robert Grossmann lyckats vinna loppet elva gånger var som kusk.
Det största loppet för 4-åriga hästar är Grosser Preis von Deutschland, som körs i oktober på Trabrennbahn Hamburg-Bahrenfeld. Även det loppet är ett Grupp 1-lopp, och Tysklands största fyraåringslopp. Flera svenskar har segrat i loppet.
Även loppet Elite-Rennen som kördes mellan 1971 och 2004 var ett av Tysklands viktigaste lopp. Många internationella hästar har segrat i loppet.
| Tidpunkt | Lopp                          | Distans | Prissumma | Kvalifikation | Travbana   |
| -------- | ----------------------------- | ------- | --------- | ------------- | ---------- |
| Augusti  | Deutsches Traber-Derby        | 1900 m  | 225 068 € | 3-åriga       | Mariendorf |
| Oktober  | Grosser Preis von Deutschland | 1680 m  | 200 000 € | 4-åriga       | Hamburg    |

Ett av de större loppen i Österrike är Österrikiskt Travderby (Österreichisches Traber Derby) för 4-åriga travare som körs på Trabrennbahn Krieau i Wien. Tysken Conrad Lugauer som är verksam i Sverige har vunnit loppet ett flertal gånger.

## Travbanor

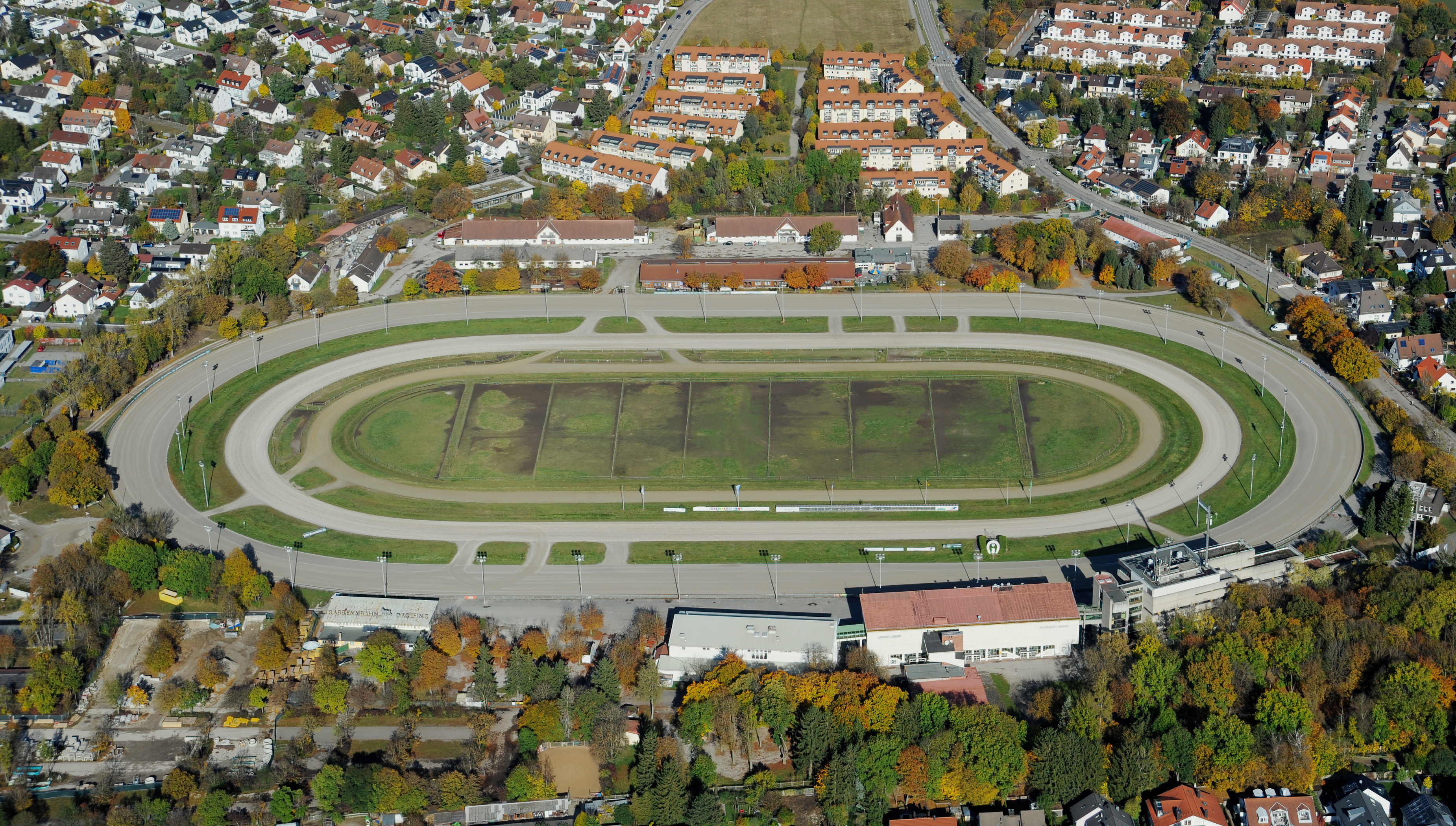
Trabrennbahn Daglfing.

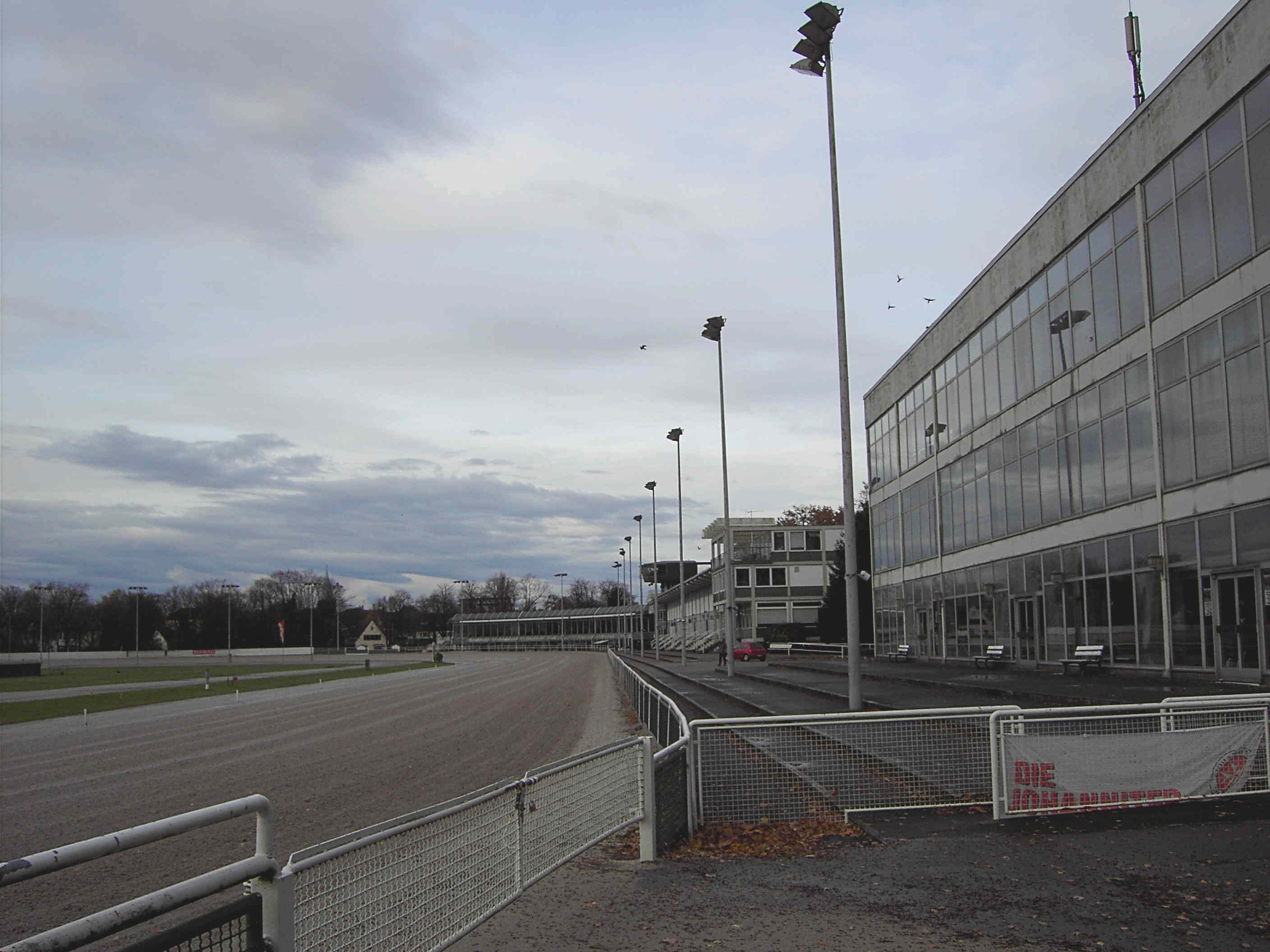
Trabrennbahn Dinslaken.

### Tyskland
| Travbana                        | Ort                     |
| ------------------------------- | ----------------------- |
| Trabrennbahn Mariendorf         | Berlin                  |
| Trabrennbahn Karlshorst         | Berlin                  |
| Trabrennbahn Dieburg            | Dieburg                 |
| Trabrennbahn Dinslaken          | Dinslaken               |
| Trabrennbahn Drensteinfurt      | Drensteinfurt           |
| GelsenTrabPark                  | Gelsenkirchen           |
| Trabrennbahn Hamburg-Bahrenfeld | Hamburg                 |
| Trabrennbahn Heiligendamm       | Heiligendamm            |
| Trabrennbahn Mönchengladbach    | Mönchengladbach         |
| Trabrennbahn Mühldorf           | Mühldorf am Inn         |
| Trabrennbahn Daglfing           | München                 |
| Trabrennbahn Pfaffenhofen       | Pfaffenhofen an der Ilm |
| Trabrennbahn Pfarrkirchen       | Pfarrkirchen            |
| Rennclub Saarbrücken-Güdingen   | Saarbrücken             |
| Trabrennbahn Straubing          | Straubing               |

### Österrike
Källa:
| Klass  | Travbana                                  | Ort                    |
| ------ | ----------------------------------------- | ---------------------- |
| A-bana | Trabrennbahn Baden                        | Baden                  |
| A-bana | Trabrennbahn Krieau                       | Wien                   |
| A-bana | Racino Ebreichsdorf                       | Ebreichsdorf           |
| B-bana | Trabrennbahn Altheim                      | Altheim                |
| B-bana | Trabrennbahn Edelhof                      | Zwettl                 |
| B-bana | Trabrennbahn Gröbming                     | Gröbming               |
| B-bana | Trabrennbahn St. Johann                   | St. Johann in Tirol    |
| B-bana | Trabrennplatz Rosenau-Wels                | Wels                   |
| C-bana | Trabrennbahn Admont                       | Admont                 |
| C-bana | Trabrennbahn Bad Ischl                    | Bad Ischl              |
| C-bana | Trabrennbahn Kaprun                       | Kaprun                 |
| C-bana | Trabrennbahn Mittersill                   | Mittersill             |
| C-bana | Trabrennbahn Tipschern                    | St. Martin am Grimming |
| C-bana | Tiroler Trabrenn- und Traberzucht-Verband | Westendorf             |

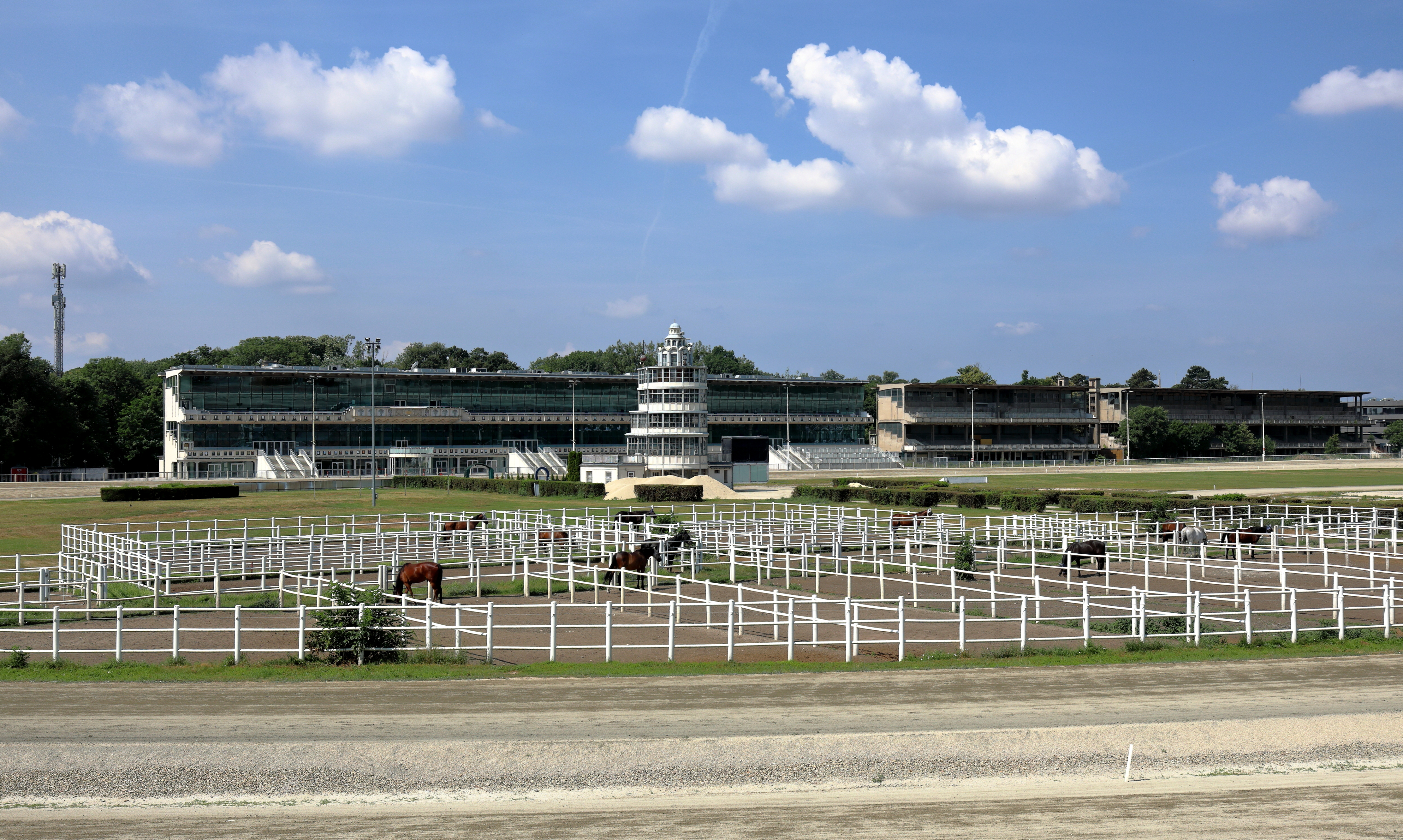
Trabrennbahn Krieau i Wien.

I Österrike avgör Zentrale für Traber-Zucht und Rennen (travcenter i Wien) om en travbana klassas som en A-bana, en B-bana eller C-bana. Till exempel måste en A-bana vara minst 1000 meter lång och en B-bana måste vara minst 800 meter.

## Kuskar och tränare i urval
- Holger Ehlert
- Johannes Frömming
- Gerhard Krüger
- Conrad Lugauer
- Charlie Mills
- Michael Nimczyk
- Wilhelm Paal
- Eugen Treuherz
- Heinz Wewering